# Wachtliella niebleri
Wachtliella niebleri är en tvåvingeart som beskrevs av Rubsaamen 1916. Wachtliella niebleri ingår i släktet Wachtliella och familjen gallmyggor. Inga underarter finns listade i Catalogue of Life.